# Michał Smeja
Michał Smeja (ur. 1 czerwca 1981 w Gdańsku) – polski hokeista.

## Kariera klubowa
- Stoczniowiec Gdańsk (1999-2011)
- Nesta Karawela Toruń (2011-2012)

Absolwent NLO SMS PZHL Sosnowiec z 2000. Wychowanek Stoczniowca Gdańsk. Od czerwca 2011 do sierpnia 2012 zawodnik Nesty Karawela Toruń.